# Xã Big Lake, Quận Sherburne, Minnesota
Xã Big Lake (tiếng Anh: Big Lake Township) là một xã thuộc quận Sherburne, tiểu bang Minnesota, Hoa Kỳ. Năm 2010, dân số của xã này là 7.386 người.